# Haplopseustis erythrias
Haplopseustis erythrias är en fjärilsart som beskrevs av Edward Meyrick 1902. Haplopseustis erythrias ingår i släktet Haplopseustis och familjen nattflyn. Inga underarter finns listade i Catalogue of Life.